# Vlad Țepeș (okręg Călărași)
Vlad Țepeș – wieś w Rumunii, w okręgu Călărași, w gminie Vlad Țepeș. W 2011 roku liczyła 1544 mieszkańców.